# Supercoppa belga 2012 (pallavolo maschile)
La Supercoppa belga 2012 si è svolta il 22 settembre 2012: al torneo hanno partecipato due squadre di club belghe e la vittoria finale è andata per la tredicesima volta al Maaseik.

## Regolamento
Le squadre hanno disputato una gara unica.

## Squadre partecipanti
| Squadra     | Qualificazione                                       | Ultima partecipazione |
| ----------- | ---------------------------------------------------- | --------------------- |
| Asse-Lennik | Finalista Coppa del Belgio 2011-12                   | ?                     |
| Maaseik     | Vincitrice Liga A 2011-12 e Coppa del Belgio 2011-12 | Supercoppa belga 2011 |

## Torneo
| 22 settembre 2012 ?, Lovanio Durata: ? - Spettatori: ? | Maaseik | 3 - 0 | Asse-Lennik | 25-19, 25-12, 25-16 |